# Сімпсони (сезон 18)
Вісімнадцятий сезон мультсеріалу «Сімпсони» транслювався у США на телеканалі «Fox» з 10 вересня 2006 по 20 травня 2007 року.

## Список серій
| № серії (загалом) | № серії (в сезоні) | Назва серії                                                                          | Режисер(и)                     | Сценарист(и)                     | Оригінальна дата показу | Код серії | Глядачів в США (млн) |
| --- | ------------------ | ------------------------------------------------------------------------------------ | ------------------------------ | -------------------------------- | ----------------------- | --------- | -------------------- |
| 379 | 1                  | «The Mook, the Chef, the Wife and Her Homer» «Головоріз, кухар, дружина і її Гомер»  | Майкл Меркантел                | Білл Оденкерк                    | 10 вересня 2006         | HABF15    | 11.50                |
| Ліса подружилася з сином Жирного Тоні — Майклом Де Аміко. Жирний Тоні з поваги до Сімпсонів запрошує їх на обід. За обідом з'ясовується, що Майкл хоче краще бути кухарем, ніж продовжить сімейний бізнес. Коли з Жирним Тоні стається нещасний випадок, його помічники хочуть, щоб Майкл став їх ватажком, але коли він відмовляється, його місце займає Гомер. Запрошені зірки: Джо Мантенья в ролі Жирного Тоні, Джо Пантоліано в ролі Данте Калабрезі старшого, Майкл Імперіолі в ролі Данте Калабрезі молодшого, Metallica в ролі самих себе |                    |                                                                                      |                                |                                  |                         |           |                      |
| 380 | 2                  | «Jazzy and the Pussycats» «Джаззі та кішечки»                                        | Стівен Дін Мур                 | Деніел Чун                       | 17 вересня 2006         | HABF18    | 8.94                 |
| Барт перетворює тихі похорони в хаос, і його батькам доводиться зіткнутися з розлюченим натовпом спрінґфілдців. Гомер і Мардж відчайдушно шукають допомоги дитячого психіатра, і він пропонує Барту зайнятися грою на ударних, щоб дати вихід своєї енергії. Незабаром Барт видає ритми, як професіонал, і починає грати з групою The White Stripes і з улюбленими джаз-музикантами Ліси. Проходить зовсім трохи часу, і ентузіазм Ліси перетворюється в заздрість… Сумуючи дівчинка підбирає бродячих тварин. Запрошені зірки: The White Stripes в ролі самих себе |                    |                                                                                      |                                |                                  |                         |           |                      |
| 381 | 3                  | «Please Homer, Don’t Hammer ’Em» «Будь ласка, Гомере, не стукай»                     | Майк Андерсон і Ральф Соса     | Метт Ворбертон                   | 24 вересня 2006         | HABF20    | 9.72                 |
| Мардж переконує Гомера купити колекцію книг про теслярство, але врешті решт вони збирають пил на полиці. Тоді Мардж вирішує читати ці книги і незабаром стає майстринею на всі руки. Однак, жителі Спрінґфілда не довіряють жінці ремонт своїх речей, тому Гомер виступає в ролі «ширми» для її бізнесу. Тим часом Барт дізнається, що в директора Скіннера алергія на арахіс, і починає маніпулювати ним. |                    |                                                                                      |                                |                                  |                         |           |                      |
| 382 | 4                  | «Treehouse of Horror XVII» «Сімпсони і Гелоуїн XVII»                                 | Девід Сільверман і Метью Фонан | Пітер Гаффні                     | 5 листопада 2006        | HABF17    | 10.43                |
| «Married to the Blob» (укр. «Мій чоловік — смертоносна крапля з космосу») — Гомер їсть таємничу зелену речовину з метеорита, яка перетворює його у слимака з жадібним апетитом. «You Gotta Know When to Golem» (укр. «Стережися голема») — Барт виявляє ґолем за лаштунками шоу Красті і використовує його для власних цілей. «The Day the Earth Looked Stupid» (укр. «День, коли Земля пошилася в дурні») — 1938 року громадяни Спрінґфілда після розіграшу радіо спокійно реагують на реальне інопланетне вторгнення… Запрошені зірки: Річард Льюіс в ролі Голема, Френ Дрешер в ролі Голема-жінки, Моріс ЛаМарш в Орсона Веллса, Sir Mix-a-Lot і Філ Макгро в ролі самих себе |                    |                                                                                      |                                |                                  |                         |           |                      |
| 383 | 5                  | «G.I. (Annoyed Grunt)» «Американський солдат Д'оу»                                   | Ненсі Круз                     | Деніел Чун                       | 12 листопада 2006       | HABF21    | 11.43                |
| Гомер стає жертвою двох рекрутерів і потрапляє на військові збори. Він, сприймає армію як якийсь літній табір, тим самим виводить з себе жорсткого полковника. Запрошені зірки: Кіфер Сазерленд в ролі полковника |                    |                                                                                      |                                |                                  |                         |           |                      |
| 384 | 6                  | «Moe'N'a Lisa» «Мо та Ліса»                                                          | Марк Кіркланд                  | Метт Ворбертон                   | 19 листопада 2006       | HABF19    | 9.31                 |
| Ліса відкриває у бармені Мо талант до поезії. Однак, коли з її допомогою Мо публікується і починає крутитися в літературних колах, він раптово забуває про те, що Ліса для нього зробила. Запрошені зірки: Джей Кей Сіммонс в ролі Джей Джона Джеймсона; Том Вулф, Ґор Відал, Майкл Шебон і Джонатан Франзен в ролі самих себе |                    |                                                                                      |                                |                                  |                         |           |                      |
| 385 | 7                  | «Ice Cream of Margie (with the Light Blue Hair)» «Морозиво Мардж (синьоволосе)»      | Метью Настюк                   | Керолін Омайн                    | 26 листопада 2006       | HABF22    | 10.90                |
| Гомер приймає у спадок від улюбленого продавця морозива фургон і починає працювати водієм-морозивником. Мардж в свою чергу, перетворює несподіваний потік паличок від морозива у скульптури, і це стає дуже популярним в Спрінґфілді. |                    |                                                                                      |                                |                                  |                         |           |                      |
| 386 | 8                  | «The Haw-Hawed Couple» «Пара Ха-ха»                                                  | Кріс Клементс                  | Метт Селман                      | 10 грудня 2006          | JABF02    | 8.29                 |
| Нельсон запрошує весь клас Барта на свій день народження, але Барт і Мартін переконують інших не йти. Однак, Мардж змушує Барта йти на день народження Нельсона, через що Барт стає кращим другом Нельсона. Тим часом Гомерові сподобалися фантастичні романи про Анжеліку Баттон, які він читає Лісі, однак хвилюється, коли таємно від доньки дізнається, що книга має сумне закінчення… |                    |                                                                                      |                                |                                  |                         |           |                      |
| 387 | 9                  | «Kill Gil, Volumes I & II» «Вбити Ґіла: Томи 1 і 2»                                  | Боб Андерсон                   | Джефф Вестбрук                   | 17 грудня 2006          | JABF01    | 8.96                 |
| У Сімпсонів небажаний гість, якого вони впустили на Різдво в свій будинок – це невдаха Спрінґфілда, Ґіл. Після майже цілого року безуспішних спроб вигнати його, Мардж не витримує і наважується врешті-решт зробити це, але Ґіл їде сам. З цим Мардж не може змиритися, тому що вона повинна хоч комусь сказати «НІ!» Запрошені зірки: Елвіс Стойко в ролі самого себе |                    |                                                                                      |                                |                                  |                         |           |                      |
| 388 | 10                 | «The Wife Aquatic» «Водяна дружина»                                                  | Ленс Крамер                    | Кевін Карен                      | 7 січня 2007            | JABF03    | 13.90                |
| Гомер робить сюрприз для Мардж, відправившись з нею до бухти, але виявляється, що там все не так як пам’ятає Мардж, бо давно немає «ням-ням рибки». Гомер з дітьми реставрує причал, але за звичайною дурістю підпалює карусель, викликаючи гнів натовпу. Гомер змушений працювати на рибацькому судні, яке йде в серце шторму… Запрошені зірки: Саб Шимоно в ролі японського рибалки |                    |                                                                                      |                                |                                  |                         |           |                      |
| 389 | 11                 | «Revenge Is a Dish Best Served Three Times» «Помста — це страва, що подається тричі» | Майкл Полчіно                  | Джоел Коен                       | 28 січня 2007           | JABF05    | 8.09                 |
| Коли за кермом Гомер обіцяє помститися багатому техасцю, його рідні розповідають три історії про помсту, щоб переконати його: - «The Count of Monte Fatso» Мардж розповідає про Францію XIX-го століття і Гомера, звинуваченого у зраді. - «Revenge of the Geeks» — Ліса розповідає історію про Спрінґфілдську початкову школу, в якій ботани вирішили скинути хуліганів. - «Bartman Begins» — А Барт малює похмуру картину міста, в якому діє зграя злодіїв і один супергерой, що протистоїть їм — Бартмен. |                    |                                                                                      |                                |                                  |                         |           |                      |
| 390 | 12                 | «Little Big Girl» «Маленька велика дівчинка»                                         | Реймонд Персі                  | Дон Пейн                         | 11 лютого 2007          | JABF04    | 8.27                 |
| Як нагороду за геройство, Барт отримує водійські права, за допомогою яких він їде в сусіднє місто, щоб сховатися від сімейних колотнеч. Там, він зустрічає Дарсі, яка думає, що йому 16 років і у них зав’язуються романтичні відносини… Тим часом, намагаючись знайти в історії своєї сім’ї для шкільної доповіді щось особливе, Ліса вигадує легенду про те, що Сімпсони насправді походять від корінних американців… Запрошені зірки: Наталі Портман в ролі Дарсі |                    |                                                                                      |                                |                                  |                         |           |                      |
| 391 | 13                 | «Springfield Up» «Як зростав Спрінґфілд»                                             | Чак Шітс                       | Метт Ворбертон                   | 18 лютого 2007          | JABF07    | 8.80                 |
| Відомий документаліст Деклан Десмонд повертається, щоб зняти історії жителів Спрінґфілда. У число історій, над якими працює Деклан, історія Мардж, Мо і Гомера, який намагається переконати Деклана і його знімальну групу в тому, що він – мільйонер. Запрошені зірки: Ерік Айдл в ролі Деклана Десмонда |                    |                                                                                      |                                |                                  |                         |           |                      |
| 392 | 14                 | «Yokel Chords» «Акорди селюків»                                                      | Сьюзі Діттер                   | Майкл Прайс                      | 4 березня 2007          | JABF09    | 9.09                 |
| Директор Скіннер дозволяє Лісі викладати дітям Клітуса, щоб не приймати їх у Спрінґфілдську початкову школу. В результаті, вони виявляються в музичному номері шоу Клоуна Красті. Тим часом Барт відвідує психіатра, після того, як він вигадав історію про примару-вбивцю, щоб отримати безкоштовне харчування в кафетерії. Запрошені зірки: Мег Раян в ролі докторки Свонсон, Пітер Богданович в ролі психіатра докторки Свонсон, Енді Дік, Джеймс Паттерсон та Стівен Сондхайм в ролі самих себе |                    |                                                                                      |                                |                                  |                         |           |                      |
| 393 | 15                 | «Rome-old and Juli-eh» «Старий і потвора»                                            | Ненсі Круз                     | Деніел Чун                       | 11 березня 2007         | JABF08    | 8.98                 |
| Гомер помилково оголошує себе банкрутом, через що Дідусь Сімпсон іде з будинку престарілих і закохується у Сельму. Тим часом Барт і Ліса обманюють службу доставки, щоб отримати картонні коробки. Запрошені зірки: Джейн Качмарек в ролі судді Констанції Шкоди |                    |                                                                                      |                                |                                  |                         |           |                      |
| 394 | 16                 | «Homerazzi» «Гомерацці»                                                              | Метью Настюк                   | Дж. Стюарт Бернс                 | 25 березня 2007         | JABF06    | 6.91                 |
| Після вибуху вогнетривкого сейфа (купленого, щоб захистити цінності від великої кількості пожеж), Гомер і Мардж намагаються відновити сімейні фотографії. На одній з нових фотографій зображений скандальний сюжет і Гомер вирішує вступити в ряди папараці. Запрошені зірки: Джей Кей Сіммонс в ролі редактора таблоїдів, Джон Ловітц в ролі Енріко Дратуваціо, Бетті Вайт в ролі самої себе |                    |                                                                                      |                                |                                  |                         |           |                      |
| 395 | 17                 | «Marge Gamer» «Мардж — геймерша»                                                     | Боб Андерсон                   | Дж. Стюарт Бернс                 | 22 квітня 2007          | JABF10    | 6.40                 |
| Мардж доводиться почати користуватися Інтернетом. Нахлинувше багатство і різноманітність затягує Мардж у рольову гру-фентезі «Earthland Realms» (укр. «Земні царства»)… Тим часом Гомер рятує футбольний матч Ліси підмінивши суддю, який звільнився. Однак навички суддівства Гомера тільки більше дратують Лісу і її почуття суперництва дозволяє їй грати на висоті. Запрошені зірки: Роналду в ролі самого себе |                    |                                                                                      |                                |                                  |                         |           |                      |
| 396 | 18                 | «The Boys of Bummer» «Хлопчики-невдахи»                                              | Роб Олівер                     | Майкл Прайс                      | 29 квітня 2007          | JABF11    | 7.57                 |
| Завдяки Барту, «Спрінґфілдских Ізотопів» вперше посилають на чемпіонат Маленької Ліги, через що всі вважають його героєм. Однак на грі він пропускає легкий м’яч і команда програє. Тепер Барта переслідують розлючені фанати. Тим часом Гомер випадково отримує роботу в магазині матраців. |                    |                                                                                      |                                |                                  |                         |           |                      |
| 397 | 19                 | «Crook and Ladder» «Гачок і сходи»                                                   | Ленс Крамер                    | Білл Оденкерк                    | 6 травня 2007           | JABF13    | 7.72                 |
| Мардж, прочитавши пораду в журналі для батьків, викидає соску Меґґі, що призводить до руйнування будинку Сімпсонів. Тому Мардж вирішує купити нову соску для Меґґі, але не може підібрати. Дівчинка знаходить собі заміну соски — іграшку-пискавку, яка не дає Гомеру заснути. Він починає приймати снодійне і ходити уві сні і в результаті стає добровольцем пожежної команди… |                    |                                                                                      |                                |                                  |                         |           |                      |
| 398 | 20                 | «Stop, Or My Dog Will Shoot!» «Стій або мій пес стрілятиме!»                         | Метью Фонан                    | Джон Фрінк                       | 13 травня 2007          | JABF12    | 6.48                 |
| Маленький Помічник Санти рятує Гомера, і стає місцевим героєм. Сімпсони вирішують записати його в Поліцейську Академію, де його ставлять в напарники до суворого старого поліцейського Лу. Запрошені зірки: Моріс Ламарш в ролі рупорщика, Стівен Гокінг в ролі самого себе |                    |                                                                                      |                                |                                  |                         |           |                      |
| 399 | 21                 | «24 Minutes» «24 хвилини»                                                            | Реймонд Персі                  | Біллі Кімбол та Ієн Макстон-Ґрем | 20 травня 2007          | JABF14    | 9.80                 |
| Пародія на телесеріал «24». Директор Скіннер відкриває ППЗ — Протипрогульний Загін, — на чолі якого стоїть Ліса. Барта відправляють на усунення йогурту, який настільки прострочений, що може бути токсичним, але йогурт перехоплюють шкільні хулігани Дольф, Джимбо і Кірні. Барт і Ліса повинні запобігти попадання супер смердючого йогурту на шкільний розпродаж випічки. Запрошені зірки: Кіфер Сазерленд в ролі Джека Бауера, Мері Лінн Радскуб в ролі Хлої О'Браен |                    |                                                                                      |                                |                                  |                         |           |                      |
| 400 | 22                 | «You Kent Always Say What You Want» «Ви, Кенте, завжди говорите, що хочете»          | Метью Настюк                   | Тім Лонг                         | 20 травня 2007          | JABF15    | 9.80                 |
| Гомер купує мільйонний ріжок морозива в місцевому магазині і його запрошують у новинну програму Кента Брокмана. Кент лається у прямому ефірі через те, що Гомер випадково вилив каву на його коліна. Через це, розлючений Нед Фландерс починає кампанію за очистку ефіру від лайки. В результаті, Кента звільняють… Запрошені зірки: Моріс Ламарш в ролі диктора каналу «Fox», Ludacris в ролі самого себе |                    |                                                                                      |                                |                                  |                         |           |                      |

## Показ в Україні
В Україні прем'єра сезону відбулася 5 квітня 2011 року на телеканалі «2+2».
| №   | Назва серії                                    | Показ в Україні |
| 379 | The Mook, the Chef, the Wife and Her Homer     | 21 червня 2011  |
| 380 | Jazzy and the Pussycats                        | 16 червня 2011  |
| 381 | Please Homer, Don't Hammer ’Em                 | 23 червня 2011  |
| 382 | Treehouse of Horror XVII                       | 16 червня 2011  |
| 383 | G.I. (Annoyed Grunt)                           | 24 червня 2011  |
| 384 | Moe'N'a Lisa                                   | 23 червня 2011  |
| 385 | Ice Cream of Margie (with the Light Blue Hair) | 24 червня 2011  |
| 386 | The Haw-Hawed Couple                           | 6 квітня 2011   |
| 387 | Kill Gil, Volumes I & II                       | 5 квітня 2011   |
| 388 | The Wife Aquatic                               | 6 квітня 2011   |
| 389 | Revenge Is a Dish Best Served Three Times      | 7 квітня 2011   |
| 390 | Little Big Girl                                | 7 квітня 2011   |
| 391 | Springfield Up                                 | 8 квітня 2011   |
| 392 | Yokel Chords                                   | 12 квітня 2011  |
| 393 | Rome-old and Juli-eh                           | 12 квітня 2011  |
| 394 | Homerazzi                                      | 8 квітня 2011   |
| 395 | Marge Gamer                                    | 13 квітня 2011  |
| 396 | The Boys of Bummer                             | 14 квітня 2011  |
| 397 | Crook and Ladder                               | 19 квітня 2011  |
| 398 | Stop, Or My Dog Will Shoot!                    | 15 квітня 2011  |
| 399 | 24 Minutes                                     | 20 квітня 2011  |
| 400 | You Kent Always Say What You Want              | 25 квітня 2011  |
| --- | ---------------------------------------------- | --------------- |